# أجاي (تشايبارة)
أجاي (بالفارسية: آجای) هي قرية تقع في قسم بسطام الريفي (مقاطعة تشايبارة) في إيران. يقدر عدد سكانها بـ 39 نسمة بحسب إحصاء 2016.